# Killersatelliten
Killersatelliten (Originaltitel: Earth II) ist ein amerikanischer Science-Fiction-Film aus dem Jahr 1971. Er entstand unter der Regie von Tom Gries. In den Hauptrollen agieren Gary Lockwood, Scott Hylands, Hari Rhodes, Anthony Franciosa, Mariette Hartley und Gary Merrill.

## Handlung
In naher Zukunft kreist eine riesige Raumstation mit dem Namen Earth II im Orbit um die Erde.
An Bord der Station leben 2000 Menschen aller Rassen und Religionen mit dem Ziel, gemeinsam zu forschen, um die Zukunft der Erde besser gestalten zu können.

## Produktionsnotizen, Veröffentlichung
Earth II war ursprünglich als Pilotfilm für eine Fernsehserie gedacht. Diese wurde allerdings nie realisiert. An den visuellen Effekten des Films war u. a. auch Oscar-Preisträger Art Cruickshank beteiligt.
Der Film wurde in den Vereinigten Staaten am 28. November 1971 erstmals veröffentlicht. In der Bundesrepublik Deutschland kam er nicht in die Kinos, im September 1985 wurde er auf Video herausgegeben. Veröffentlicht wurde er zudem in Griechenland, Polen und Spanien.

## Kritik
Das Lexikon des internationalen Films fand, die Produktion sei „mäßig spannend […]“ und biete „[d]urchschnittlich gestaltete Zukunftsfantasien“.